# Todd Hanson
Todd Hanson (Chicago, 10 ottobre 1968) è uno scrittore e doppiatore statunitense.
È noto soprattutto per essere uno degli scrittori e editori del giornale satirico The Onion e per aver prestato la voce a Dan Halen nella serie animata Squidbillies.

## Biografia
Todd Hanson è nato a Chicago, in Illinois, ma è cresciuto a Wisconsin e più tardi a New York.

## Carriera
Per breve tempo ha frequentato l'Università del Wisconsin-Madison nel 1986, ma in seguito ha abbandonato. Rimase a Madison, dove iniziò a scrivere un cartone semi-autobiografico intitolato Badgers and Other Animals, che è stato pubblicato sul Daily Cardinal, un giornale studentesco universitario. Hanson lavorava come lavapiatti, ma più tardi iniziò a scrivere per il The Onion. Tra il 1987 e il 1988, Todd ha fatto parte di un gruppo dell'Ark Improvisational Theatre di Madison, in Wisconsin. Negli anni a venire, Hanson si è concentrato sul mondo della televisione e nel 2005 è diventato il doppiatore ufficiale del personaggio Dan Halen, di Squidbillies. Ha fatto tre apparizioni come ospite speciale negli episodi Interfection, Hypno-Germ e L’ultimo ballo per Tovagliolo di Aqua Teen Hunger Force. Nel film di Aqua Teen Hunger Force, Hanson ha rivelato di essere un grande fan della serie.

## Filmografia

### Doppiatore
- Cartoon Sushi – serie animata, 2 episodi (1998)
- Aqua Teen Hunger Force – serie animata, 3 episodi (2002-2011)
- Squidbillies – serie animata, 55 episodi (2005-2021)
- News Movie, regia di James Kleiner (2008)
- Something Extremely Important – cortometraggio, regia di Merrill Markoe (2009)
- Ape Trouble – cortometraggio, regia di Scott Dikkers (2010)
- The Onion's Extremely Accurate History of the Internet – miniserie TV (2012)
- Twillerama, regia di Morgan Miller (2014)
- Beaned – cortometraggio, regia di Derek Shane Garcia (2014)
- Frog Boyz – miniserie TV (2016)

### Sceneggiatore
- Space Ghost Coast to Coast – serie animata, 1 episodio (2003)
- News Movie, regia di James Kleiner (2008)
- The Onion News Network – serie televisiva, 1 episodio (2011)

## Doppiatori italiani
Da doppiatore è sostituito da:
- Stefano Brusa in Aqua Teen Hunger Force